# Phidippus tirapensis
Phidippus tirapensis är en spindelart som beskrevs av Biswas, Biswas 2006. Phidippus tirapensis ingår i släktet Phidippus och familjen hoppspindlar. Inga underarter finns listade i Catalogue of Life.